# Cryptocephalus imperialis
Cryptocephalus imperialis is een keversoort uit de familie bladkevers (Chrysomelidae). De wetenschappelijke naam van de soort werd in 1781 gepubliceerd door Laicharting.